# Știubieni
Știubieni – wieś w Rumunii, w okręgu Botoszany, w gminie Știubieni. W 2011 roku liczyła 1727 mieszkańców.